# 梅納爾城堡

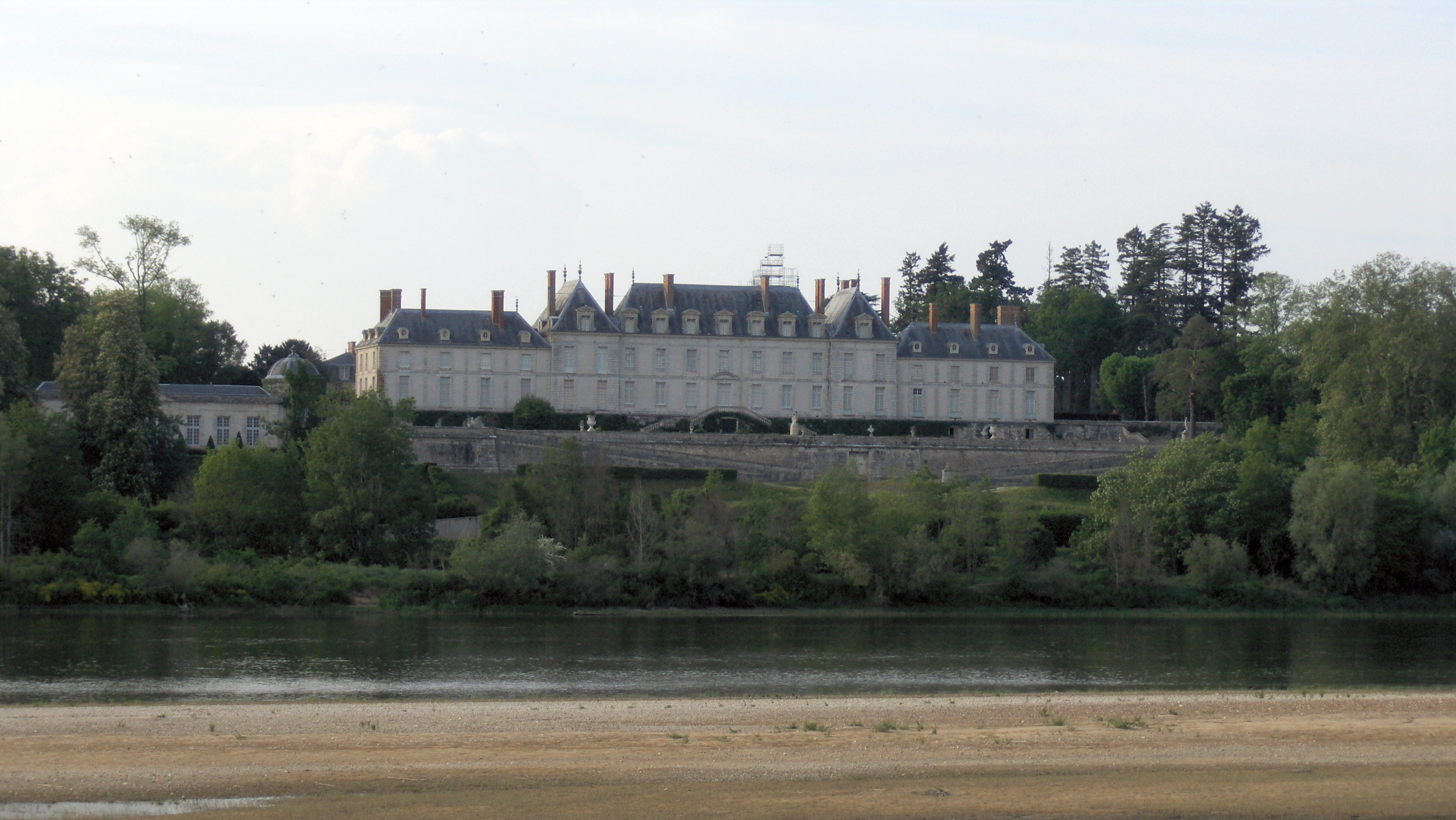
梅纳尔城堡

梅纳尔城堡（法語：Château de Menars) 是位於法國梅纳尔的一座中世紀時期的法式城堡。由龐巴度夫人修建。現在梅纳尔城堡是法國著名的觀光景點。